# Glinciszki
Glinciszki (lit. Glitiškės) – wieś na Litwie, na Wileńszczyźnie, w okręgu wileńskim, w rejonie wileńskim, w gminie Podbrzezie, 4 km na północ od Podbrzezia, do 1945 w Polsce, w województwie wileńskim, w powiecie wileńsko-trockim, w gminie Podbrzezie; 586 mieszk. (2001); pałac, szkoła.
W 1944 litewski oddział pomocniczy policji niemieckiej dokonał w Glinciszkach masowego mordu na miejscowej ludności polskiej (zbrodnia w Glinciszkach).

## Historia
Wieś położona jest nad jeziorem Szirwis, do którego wpada rzeczka Rynja. Znajduje się tutaj neogotycki pałac Jeleńskich z 1860 r.,
a także ok. 600 letni dąb. W pałacu mieści się obecnie szkoła podstawowa, ośrodek kultury i biblioteka. W pobliżu pałacu zachowały się także dawne budynki dworskie: murowany skarbczyk lub wędzarnia z 1787 r., murowano-drewniany lamus z ok. 1765 r. i spichlerz z końca XVIII w.

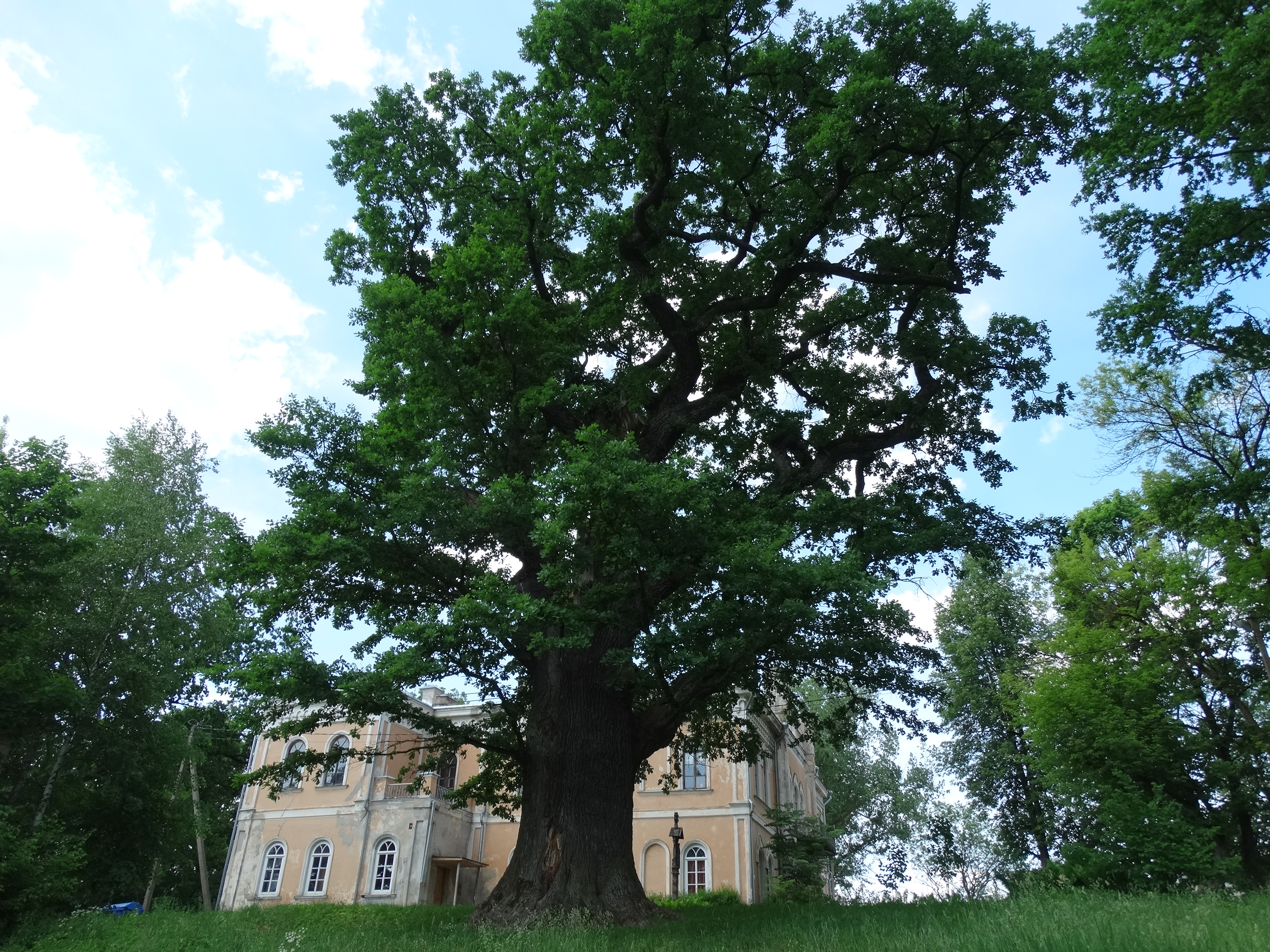
Pałac i 600-letni dąb

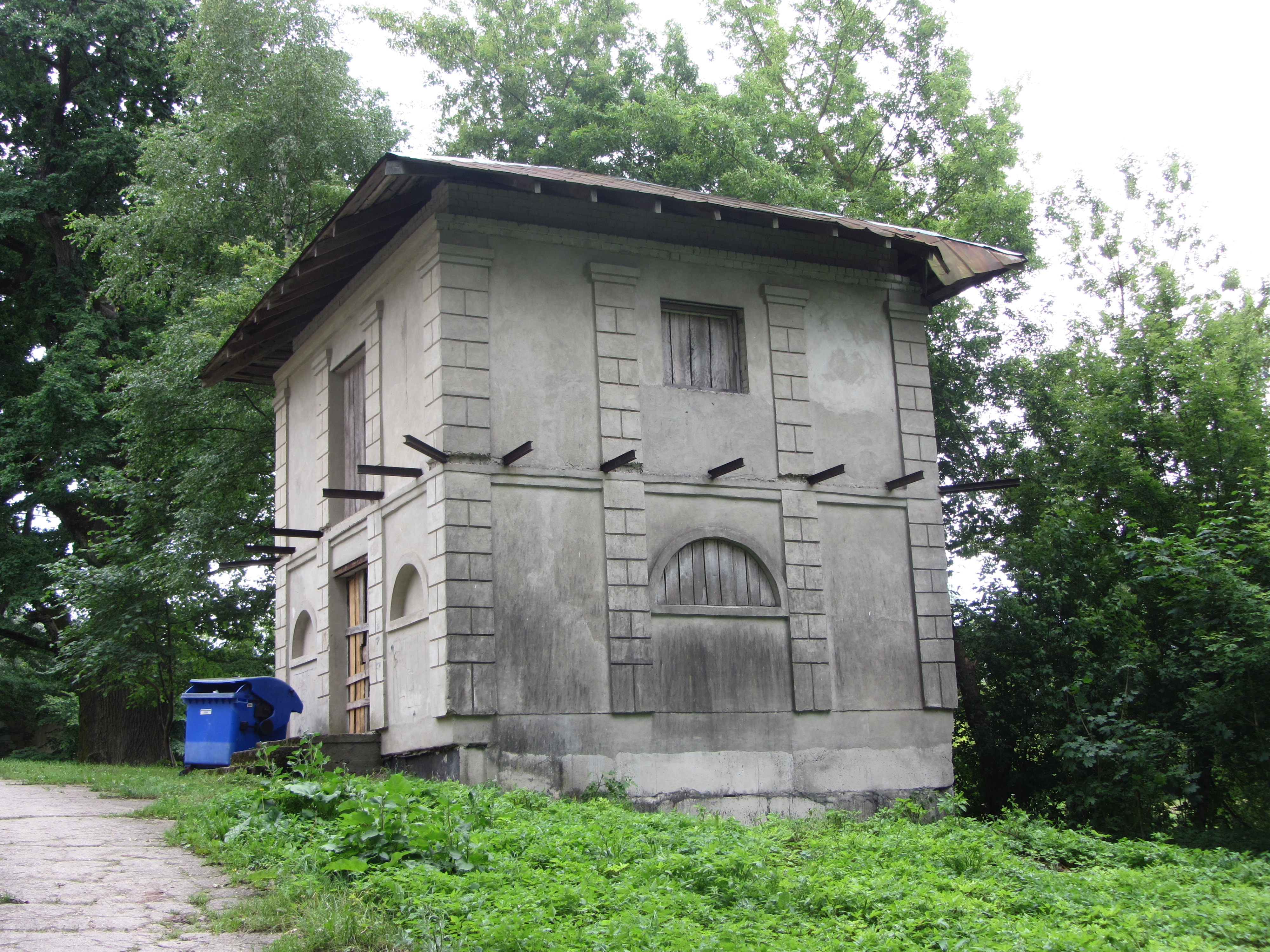
Murowany lamus

W Glinciszkach był kiedyś murowany kościół parafialny. W 1810 podkomorzy wiłkomierski Ludwik Jeleński osadził w nim ks. misjonarzy. Później znajdowała się tutaj kaplica parafii w Podbrzeziu.
Dobra Glinciszki były od XVIII w. własnością rodziny Jeleńskich h. Korczak odmienny (w 1810 Ludwika Jeleńskiego, po nim dziedziczył jego brat Józef – generał, potem syn Józefa Kazimierz – marszałek mozyrski, w końcu
XIX w. właścicielem był Mieczysław Jeleński). Ostatni właściciel – Kazimierz Jeleński opuścił Glinciszki w 1939 (zginął w Auschwitz).
W XIX i w początkach XX w. położone były w Rosji, w guberni wileńskiej, w powiecie wileńskim, w gminie Podbrzezie. Po I wojnie światowej pod administracją polską, w Zarządzie Cywilnym Ziem Wschodnich. W latach 1920–1922 w składzie Litwy Środkowej.
Od 11 kwietnia 1922 leżały w Polsce, w województwie wileńskim, w powiecie wileńsko-trockim, w gminie Podbrzezie. W 1931 miejscowość liczyła 179 mieszkańców, zamieszkałych w 9 budynkach.
20 czerwca 1944 roku litewski oddział pomocniczy policji niemieckiej zastrzelił w Glinciszkach 38 mieszkańców.
Po II wojnie światowej w granicach Związku Sowieckiego. Od 1991 na niepodległej Litwie.